# Maurits von Martels
Jhr. Maurits Rolof Hubertus Marie von Martels (Dalfsen, 10 november 1960) is een Nederlands politicus en melkveehouder. Namens de BoerBurgerBeweging (BBB) is hij sinds 12 juli 2023 gedeputeerde van Overijssel voor landbouw en natuur.

## Politieke loopbaan
In 2006 werd Von Martels beëdigd als lid van de gemeenteraad van Dalfsen namens het CDA. Vier jaar later werd hij benoemd als wethouder. Von Martels stond voor de Tweede Kamerverkiezingen 2017 op plek 44 van de CDA-kandidatenlijst; hij behaalde 21.510 voorkeurstemmen en maakte rechtstreeks aanspraak op een zetel in het parlement. Namens het CDA was hij van 23 maart 2017 tot 31 maart 2021 lid van de Tweede Kamer der Staten-Generaal. Op 17 mei 2017 sprak Von Martels zijn maidenspeech uit tijdens het debat over blootstelling aan een giftige stof rondom een chemiebedrijf in Dordrecht.
In de Tweede Kamer was Von Martels woordvoerder op de volgende terreinen: Infrastructuur en waterstaat, glastuinbouw, gewasbescherming, biotechnologie, dierenwelzijn (niet productiedieren), dierproeven, milieu, externe veiligheid en biobrandstoffen. Hij werd geen landbouwwoordvoerder en kreeg in 2021 geen verkiesbare plaats op de kandidatenlijst; hij bedankte voor plek 39. In 2020 bracht hij een initiatiefnota uit over weidevogels, getiteld Weidse blik op de weidevogels en in 2021 bracht hij samen met Laura Bromet van GroenLinks een initiatiefnota uit over groen in de stad.
Von Martels is nog steeds melkveehouder; iedere zondagochtend melkt hij zijn koeien in Dalfsen. Op 30 maart 2021 nam hij afscheid van de Tweede Kamer. Op 25 oktober zegde hij zijn lidmaatschap van het CDA op en kondigde aan over te stappen naar de BoerBurgerBeweging (BBB). Op 12 juli 2023 werd Von Martels benoemd als gedeputeerde van landbouw en natuur in Overijssel namens de BBB.

## Persoonlijk

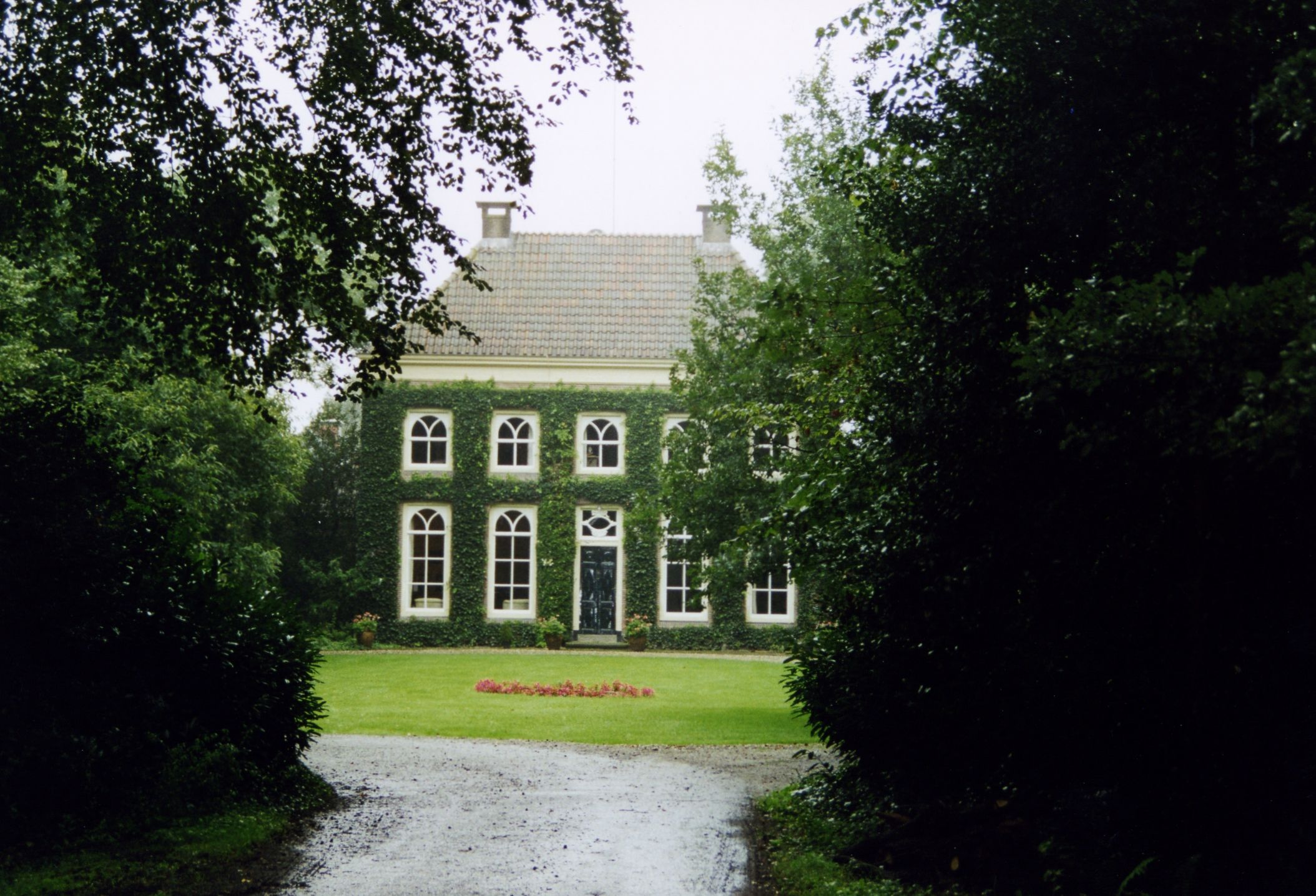
Huis Hessum te Dalfsen.

De familie Von Martels is een van oorsprong Duits geslacht en werd in 1721 in de Duitse rijksadelstand verheven. Sinds 1964 behoorde de familie tot de Nederlandse adel. Von Martels woont op huis Hessum in Dalfsen, is getrouwd en heeft drie zonen.
- Parlement.com: vkcoakvp1jn0